# Wiszterica
Wiszterica (bułg. Вищерица) – rzeka w południowej Bułgarii, w obwodzie Błagojewgrad. 
Wypływa w Rodopach Zachodnich ze grzbietu górskiego Dybrasz, 1,7 km od szczytu górskiego Karakaja, na wysokości 1586 m n.p.m. Płynie w kierunku południowym, południowo-wschodnim przez stosunkową płaską dolinę. Uchodzi do prawego brzegu Kaniny, na wysokości 1151 m n.p.m. Rzeka jest długości 24 km, ma powierzchnię dorzecza o wielkości 80 km², co stanowi 34,19% powierzchni dorzecza Kaniny.
Do Szirokołyszkiej reki uchodzą: 
- lewe dopływy: Karatiszka reka.
- prawe dopływy: Ełuszka reka.

Rzeka nie przepływa przez miejscowości, w górnym jej brzegu znajduje się leśniczówka Wiszterica.